# فرودگاه صحرایی کومی
فرودگاه صحرایی کومی (به انگلیسی: Kymi Airfield) (به زبان بومی: Kymin lentokenttä) یک فرودگاه است که یک باند فرود آسفالت دارد و طول باند آن ۸۵۰ متر است. این فرودگاه در کشور فنلاند قرار دارد و در ارتفاع ۶۸ متری از سطح دریا واقع شده است.